# Helga Nemeczyk
Helga Cardoso Nemeczyk (Rio de Janeiro, 5 de dezembro de 1980), casualmente chamada de Helga Nemetik, é uma atriz e cantora brasileira.

## Biografia
Nascida e criada em Madureira, na cidade do Rio de Janeiro, é neta de um checo e também descende de poloneses. Helga é formada em canto lírico e popular pela Escola de Música Villa-Lobos, e, ainda cursou aulas de jazz e balé na Faculdade de Dança Angel Vianna. Formada pela Whitechapel’s Academy Drama School, em Londres, em 2001. Suas primeiras aulas de teatro foram em 1999, no O Tablado. Como cineasta dirigiu quatro curta-metragens e um documentário.
Para o 2º semestre de 2022 foi anunciada como uma das atrizes convidadas da versão brasileira do espetáculo da Broadway Spamalot. 
A atriz foi convidada a interpretar uma das protagonistas do musical ao lado de Leão Lobo e Beto Sargentelli.

## Filmografia

### Televisão
| Ano     | Título                  | Personagem / Cargo                  | Nota                         |
| ------- | ----------------------- | ----------------------------------- | ---------------------------- |
| 2006–15 | Zorra Total             | Ana Gisela de Albuquerque Figueiroa |                              |
| 2016    | Rock Story              | Glenda Gonzales                     |                              |
| 2017    | Os Suburbanos           | Vanda                               | Episódio: "5 de julho"       |
| 2017    | Super Chef Celebridades | Participante (2º lugar)             | Temporada 6                  |
| 2018    | Show dos Famosos        | Participante (4º lugar)             | Temporada 2                  |
| 2019    | Ilha de Ferro           | Sheila                              | Episódio: "Ilhas"            |
| 2019    | Popstar                 | Participante (2º lugar)             | Temporada 3                  |
| 2021    | Nos Tempos do Imperador | Giusepinna Sant'angelo              |                              |
| 2024    | Cilada                  | Mãe de Lucas                        | Episódio: "Resort"           |
| 2024    | Família É Tudo          | Flávia                              | Episódios: "26–30 de agosto" |
| 2024    | Body By Beth            | Carla                               |                              |

### Cinema
| Ano  | Título                                 | Persongem          | Nota           |
| ---- | -------------------------------------- | ------------------ | -------------- |
| 2005 | Olho Mágico                            | Vizinha            | Curta-metragem |
| 2006 | Prazer, Camila                         | Camila Souza Neves | Curta-metragem |
| 2011 | Azul Escuro                            | Garota sexy        | Curta-metragem |
| 2015 | A Delirante História de um Homem Morto | Elis               | Curta-metragem |
| 2016 | Cinzas e Café                          | Bárbara            | Curta-metragem |
| 2020 | Modo Avião                             | Vitória            |                |
| 2024 | O Advogado de Deus                     | Tia Josefa         |                |

## Teatro
| Ano     | Título                                         | Personagem    |
| ------- | ---------------------------------------------- | ------------- |
| 2003    | Roupa Suja Se Lava no Palco                    |               |
| 2005    | Sabor a Mil                                    |               |
| 2008    | Desalinhos do Amor                             |               |
| 2014    | Lapinha                                        | Maria Cândida |
| 2015    | A Noiva do Condutor                            | Helena        |
| 2015    | Noviças Rebeldes, o Musical                    | Irmã José     |
| 2016    | Mulheres à Beira de um Ataque de Nervos        | Candela       |
| 2016–17 | Jazz in The Blues                              | Ela mesma     |
| 2018    | Chaplin, O Musical                             | Hedda Hopper  |
| 2019    | Company                                        | Amy           |
| 2019    | Meu Destino É Ser Star - Ao som de Lulu Santos | Helga         |
| 2019    | Brilha La Luna                                 | Theodora      |
| 2021    | Cinderella                                     | Fada Madrinha |

## Prêmios e indicações
| Ano  | Premiação                    | Categoria                         | Indicação              | Resultado |
| ---- | ---------------------------- | --------------------------------- | ---------------------- | --------- |
| 2022 | Prêmio Destaques Musical.Rio | Melhor Atriz Coadjuvante          | Cinderella             | Indicada  |
| 2023 | Prêmio Destaques Musical.Rio | Dupla em Cena (com Marcelo Laham) | Beetlejuice: O Musical | Pendente  |
| 2023 | Prêmio Destaques Musical.Rio | Elenco do Ano                     | Beetlejuice: O Musical | Pendente  |